# Бахтіяровка (Волгоградська область)
Бахтіяровка (рос. Бахтияровка) — село у Ленінському районі Волгоградської області Російської Федерації.
Населення становить 847 осіб. Входить до складу муніципального утворення Бахтіяровське сільське поселення.

## Історія
Село розташоване у межах українського історичного та культурного регіону Жовтий Клин.
Згідно із законом від 14 лютого 2005 року № 1004-ОД органом місцевого самоврядування є Бахтіяровське сільське поселення.

## Населення
| 2010 | 2012 | 2013 | 2014 | 2015 | 2016 | 2017 |
| ---- | ---- | ---- | ---- | ---- | ---- | ---- |
| 822  | ↘817 | ↗820 | ↗845 | ↗861 | ↘860 | ↘847 |